# Copa d'Espanya d'handbol
La Copa d'Espanya d'handbol masculina és una competició espanyola entre clubs que es celebra en format de final a quatre. Els clubs que competeixen són els tres primers classificats de la lliga al final de la primera volta i l'equip organitzador. Els partits de semifinals es sortegen i es classifiquen per a la final els guanyadors de cada partit, que es juga l'endemà. Fou creada a la temporada 2023-2024 per substituir a la Copa ASOBAL i l'organitza la Reial Federació espanyola d'handbol.
L'equip amb més títols és el Futbol Club Barcelona.

## Creació amb polèmica
L'ASOBAL (Asociación de Clubes de Balonmano) i la RFEBM (Reial Federació Espanyola d'Handbol) van mantenir els dies previs a l'inici de la competició diferències amb intercanvi d'acusacions i comunicats.
ASOBAL defensava la gestió i organització del torneig i la RFEBM, mantenia que al convertir-se la Lliga ASOBAL en una competició professional reconeguda pel Consejo Superior de Deportes, el conveni entre les dues entitats ja no era vàlid (ASOBAL havia perdut el dret a organitzar la Copa ASOBAL). Els clubs que pertanyen a l'ASOBAL van negar-se a jugar, encara que la no assistència al torneig, ara organitzat per la RFEBM., implicava sancions. Finalment, es va jugar la competició a l'acceptar la federació l'acord que tenia ASOBAL amb l'operador de televisió LaLiga+.

## Historial
| En negreta = Equip guanyador (prò.) = Pròrroga (p.) = Penals (1) = Nombre de títols Nota: Noms dels equips segons l'època |

| Edició | Temp.   | Data       | Campió           | Resultat | Subcampió           | Seu                                       | refs  |
| ------ | ------- | ---------- | ---------------- | -------- | ------------------- | ----------------------------------------- | ----- |
| I      | 2023-24 | 17-12-2023 | FC Barcelona (1) | 31-28    | CB Logroño La Rioja | Polideportivo Municipal de Artaleku, Irun | [ 3 ] |

## Palmarès
| Equip                 | Campió | Subcampió | Finals | Anys campió | Anys subcampió |
| --------------------- | ------ | --------- | ------ | ----------- | -------------- |
| Futbol Club Barcelona | 1      | 0         | 1      | 2023-24     |                |
| CB Logroño La Rioja   | 0      | 1         | 1      |             | 2023-24        |